# Szuszpa
Szuszpa (ros. Шушпа) – wieś (dieriewnia) w Rosji, w Baszkortostanie, w rejonie biełorieckim. W 2010 liczyła 43 mieszkańców.